# Famille de Galard
Pour les articles homonymes, voir Galard.
 (juillet 2024).
La famille de Galard est une famille subsistante de la noblesse française, originaire de Condom en Gascogne.

## Histoire
Selon J. Noulens la famille de Galard tire son nom de la seigneurie de Galard ou Goalard, première baronnie du Condomois. Elle est issue des comtes du Condomois eux-mêmes issus des ducs de Gascogne. Le premier membre connu de cette famille qui prit le nom de Galard est Garcie Arnaud, baron de Galard, né vers 995, qui signa une charte le 12 janvier 1062 avec Hugues et Hunald de Gabarret.
Régis Valette dans le Catalogue de la noblesse française au XXIe siècle retient comme début de filiation prouvée l'année 1303 et les titres de comte de Brassac en 1609 et un titre de marquis en 1683.
Depuis, la famille de Galard a donné de nombreuses branches dont deux principales : la branche aînée de Terraube et la cadette de Brassac qui deviendra de Brassac de Béarn en 1508.
Les branches et les rameaux actuels de cette famille sont :
- Branche aînée : 
  - Rameau de Galard Terraube
  - Rameau de Galard L'Isle
  - Rameau de Galard Magnas
- Branche cadette : 
  - Rameau de Galard de Béarn
  - Rameau de Galard de Brassac
  - Rameau de Galard de Brassac de Béarn

## Personnalités

### Branche de Galard Terraube, de Galard de L'Isle
- Guillaume II de Galard, chevalier, baron du Goalard, seigneur de Terraube, seigneur de l'Isle Bozon, seigneur de Sempeserre, seigneur de Saint-Léonard, seigneur d'Aubiac, premier baron du Condomois est qualifié de sire de Galard dans un acte de I236. Il apparaît dans l'histoire de son siècle lorsque fut conclu le 22 mai 1200 le traité de paix entre le roi d'Angleterre et Philippe II Auguste, celui-ci donna comme caution ou pleige Guillaume ainsi que Robert comte de Dreux, prince du sang et Geoffroy, comte du Perche. Il assista à la croisade de I2I8 ;
- Géraud Ier de Galard, seigneur de Terraube fut l'un des quarante chevaliers que Charles d'Anjou, roi des Deux-Siciles, proposa dans un duel à Pierre III d'Aragon qui déclina l'offre. Il fit construire le premier château de Terraube qui aurait été édifié un an après la donation en 1271 par le Roi de France Philippe le Hardi de la haute, moyenne et basse justice pour la seigneurie de Terraube. Il épousa en 1278 Éléonore d'Armagnac, fille de Géraud V, comte d'Armagnac et de Mathe de Béarn qui apporta la terre de Brassac en Quercy ;
- Pierre de Galard, baron de Limeuil, baron de Clarens est l'auteur d'un rameau qui ne comprend que trois générations. Il était un des plus importants chevaliers de Philippe IV le Bel, son vassal direct quoique ses terres relevassent du roi d'Angleterre. Il fut grand-maître des arbalétriers. Il fit la guerre en Flandres et administra la province, il combattit les Anglais en 1324, il mourut vers I336. Il avait épousé Talésie ou Marie de Caumont, fille d'Anissant et d'Isabeau. Leur fils Jean servit en Gascogne contre les Anglais avec 39 écuyers et 80 sergents, puis avec le connétable d'Eu avec 3 chevaliers, 73 écuyers, et I80 sergents, il fut fait prisonnier par le comte de Derby en 1345. Il fut obligé de se rallier au roi d'Angleterre et ses terres furent confisquées par le roi de France ;
- Louis Antoine Marie Victor de Galard-Terraube, fils de François-Saturnin de Galard, marquis de Terraube, né en 1765, fit ses études au Puy où son oncle Marie Joseph de Galard est évêque du diocèse ; il entre dans la marine en 1780. Promu Capitaine de vaisseau en 1792, il émigre et va à Coblence, époux de Marie Charlotte Gabrielle des Brosses, il rentre en France en 1803 et ne servit pas l’empire. Élu député du Gers en 1822, il ne fut pas réélu et le Roi le nomma Gouverneur en 1823, du Collège Royal d’Angoulême. Nommé contre amiral honoraire, il meurt en 1834 ;
- Joseph de Galard L'Isle, capitaine au régiment de cavalerie de Picardie, est guillotiné en 1794 ;
- Comte Philippe-Gustave de Galard, né à L'Isle-Bouzon (Gers) le 18 mai 1779, mort à Bordeaux  le 7 mai 1841, peintre, portraitiste, miniaturiste, illustrateur, lithographe et caricaturiste français ;
- Raymonde de Galard (née en 1865, décédée en 1950), infirmière-major, présidente d'une des trois associations de la Croix-Rouge française, épousa un cousin, Hector de Galard-Saldebru ;
- Hector de Galard (né en 1921, décédé en 1990), journaliste français, épousa Marguerite de Gourcuff (née à Tendron (Cher) le 4 novembre 1929, morte le 6 janvier 2007), journaliste et productrice française ;
- Geneviève de Galard (née en 1925, décédée en 2024[6]), infirmière française de l'armée de l'air, héroïne de la guerre d'Indochine surnommée l'ange de Diên Biên Phu, grand-croix de la Légion d'honneur. Elle épouse en 1956 le capitaine Jean de Heaulme de Boutsocq.
- Jean de Galard (1930-2024)[7], maire de Saint-André de 1959 à 2020, chevalier de l'ordre souverain de Malte, chevalier de la Légion d'honneur, officier de l'ordre national du Mérite, commandeur du Mérite agricole. Il épousa Laure d'Encausse de Labatut (1932).

### Branche de Galard de Brassac de Béarn
- Anne de Galard, épousa en 1446 Barthélémy de Montesquiou, comte de Marsan
- Hector de Galard de Brassac (Vers 1415 - 1474 ou 1475), chevalier de l'ordre de Saint Michel, chambellan de Louis XI, nommé le septembre 1474 capitaine de la compagnie des cent vingt gentilshommes de l'hôtel du Roi, maréchal des camps et logis du roi;
- Jean de Galard de Béarn (1579-1645), fils de René de Galard de Béarn (1555-1612) et de Marie de La Rochebeaucourt (1558-1594), « baron de Saint-Maurice, Poy, Terre-Rouge, Saint-Loboer, Saint-Sever, La Rochebeaucourt, seigneur Semoussac, Semillac, Clion, Saint-Antoine-du-Bois », protestant, il a guerroyé avec Henri IV dès l'âge de 15 ans. Il est nommé gouverneur de Saint Jean d'Angély en 1601. En 1609, Henri IV élève la baronnie de Brassac et comté. Il est élu par la Saintonge à l'Assemblée de Saumur en 1611 et il est chargé comme commissaire protestant de la mise en œuvre de l'édit de pacification en Saintonge. Les protestants finirent par l'accuser de pencher vers le catholicisme en voulant retirer Saint-Jean-d'Angély au duc de Rohan qui en avait été nommé gouverneur. Brassac est éloigné de Saint-Jean-d'Angély et reçu à la cour, reçoit un brevet de conseiller d'État, suit le roi en Guyenne en 1615-1616. Il se convertit alors au catholicisme avec sa femme. Il se rapproche du cardinal de Richelieu à partir de 1617. Après la chute du premier gouvernement de Richelieu, il suit le roi pour la reprise des Ponts-de-Cé et de Saint-Jean-d'Angély en 1621 et en est nommé gouverneur à la place du duc de Rohan. En 1622, il est nommé lieutenant général au gouvernement du Haut et Bas-Poitou, gouverneur de Châtellerault. Après le retour de Richelieu au gouvernement, il participe au siège de La Rochelle. En 1629, il est ambassadeur près du Pape Urbain VIII et obtient le chapeau de cardinal pour le frère de Richelieu, archevêque de Lyon. Il s'est employé à faire envoyer Mazarin à Paris. Il a quitté Rome le 21 novembre 1632. De retour en France, il est nommé ministre d'État le 10 février 1633, puis le 8 mars, tout en conservant la lieutenance du Poitou, il est nommé gouverneur de la Saintonge, de l'Angoumois. Comte de Brassac, il est reçu chevalier du Saint-Esprit le 14 mai 1633. Après l'occupation de Nancy, il est gouverneur de Nancy et de Lorraine entre 1633 et 1635[8];
- René de Galard de Béarn (La Roque, 1699 - Paris, 1771), dit le marquis de Brassac, nommé maréchal de camp en 1748, commandeur de l'ordre royal et militaire de Saint-Louis en 1756 et lieutenant général des armées du roi en 1759; son portrait en cuirasse par Hubert Drouais est passé en vente publique à Sens le 18 décembre 2016 (reprod.coul. dans "La Gazette Drouot" no 743, du 9/12/2016. p. 222). Il était également compositeur;
- Guillaume-Alexandre de Galard de Béarn (-1768), comte de Brassac, colonel du régiment de Bretagne, épousa en 1714 Luce-Françoise de Costentin de Tourville, dame du palais de la duchesse de Berry, fille de Anne Hilarion de Costentin, comte de Tourville, vice-amiral et maréchal de France, et de Louise-Françoise d'Hymbrecourt;
  - Anne-Hilarion de Galard de Brassac, dit comte de Béarn, épousa Olympe de Caumont La Force;
    - Alexandre de Galard, marquis de Cugnac, épousa en 1768 Anne-Gabrielle Potier de Novion;
- François-Alexandre de Galard de Béarn (vers 1708-1768), baron de Lamothe-Landerron, seigneur d'Argentine, seigneur de Cuzan, seigneur du Soudet, dit le comte de Béarn, épousa en 1738 Angélique-Gabrielle de Sufferte-Joumard des Achards (1716-1782), présenta Madame du Barry à la Cour, fille de Jean Joumart des Achards, vicomte de la Brangelie, et de Marie-Charlotte-Quitterie de Villars-Landeronne
- Alexandre Léon Luce de Galard de Brassac de Béarn (11 juin 1771 - Paris † 12 novembre 1844 - Paris)[9], marquis de Brassac, comte de Béarn, comte de l'Empire (13 février 1811), baron de La Rochebeaucourt, chambellan de l'Empereur Napoléon qui lui confia plusieurs missions intimes, notamment en Italie et à Vienne (Autriche), chambellan[10] de l'impératrice Joséphine (1809), président du collège électoral de l'arrondissement d'Angoulême, maire de Boves (1818), chevalier de la Légion d'honneur, grand-croix de l'ordre impérial de Léopold d'Autriche, épousa en 1796 à Pauline du Bouchet de Sourches dite de Tourzel, amie particulière de Madame la Dauphine, duchesse d'Angoulême, partagea la captivité de la famille royale au Temple et échappa par miracle aux massacres de Septembre, fille de la duchesse de Tourzel, gouvernante des Enfants de France[11]
- Louis-Hector de Galard de Brassac de Béarn (1802-1871), militaire, ambassadeur et sénateur du Second Empire.
- Claire de Galard de Brassac de Béarn (1809-1840), épouse à Paris le 31 août 1831 le marquis Antoine de Morès
- Pauline de Galard de Brassac de Béarn (1825-1860), épouse le duc Albert de Broglie

## Titres et seigneuries

### Branche de Galard Terraube, de Galard de L'Isle

#### Titres
- Marquis de Terraube (par lettres patentes de Louis XIV du 13 mars 1683)
- Baron d'Arignac
- Baron de Clarens
- Baron de Crampagnac
- Baron du Goualard
- Baron de Limeuil
- Baron de Terraube

#### Seigneuries
- Seigneur d'Aubiac
- Seigneur de Crampagnac
- Seigneur de Lamothe-Cassel
- Seigneur de L'Isle-Bozon
- Seigneur de Malplas
- Seigneur de Mechmont
- Seigneur de Saint-Léonard
- Seigneur de Sempeserre
- Seigneur de Terraube
- Seigneur d'Ussel

### Branche de Galard de Brassac de Béarn

#### Titres
- Prince de Chalais
- Prince de Viane
- Marquis de Boisse
- Marquis de Brassac
- Marquis de Cugnac
- Comte de Béarn et de l'Empire (1811 et 1825)
- Comte de Brassac (1609)
- Baron de La Rochebeaucourt
- Baron de Lamothe-Landerron

#### Seigneuries
- Seigneur d'Argentine
- Seigneur de Cuzan
- Seigneur du Soudet

## Filiation

### Barons du Goalard
- Arnaud II de Gascogne, baron du Goalard
- Garsie-Arnaud de Galard, baron du Goalard, fils du précédent
- Bernard de Galard, baron du Goalard, fils du précédent
- Guillaume I de Galard, baron du Goalard, fils du précédent

### Barons du Goalard et seigneur puis barons de Terraube
- Montassin de Galard, baron du Goalard et premier seigneur de Terraube, fils du précédent
- Arsieu I de Galard, baron du Goalard et second seigneur de Terraube, fils du précédent
- Guillaume II de Galard, baron du Goalard et troisième seigneur de Terraube, ep. Mathilde fils du précédent
- Arsieu II de Galard, quatrième seigneur de Terraube, ep. Dona Gazenne de Francs, fils du précédent
- Arsieu III de Galard, cinquième seigneur de Terraube, ep. N. de L'isle Jourdain, fils du précédent
- Geraud I de Galard, sixième seigneur de Terraube, ep. Eléonore d'Armagnac, fils du précédent
- Geraud II de Galard, septième seigneur de Terraube, fils du précédent
- Archieu I de Galard, huitième seigneur de Terraube, ep. Lugane de Manhan, fils du précédent
- Archieu II de Galard, neuvième seigneur de Terraube, ep. Marguerite de Galard, fils du précédent
- Archieu III de Galard, dixième seigneur de Terraube, ep. 1) Florimonde de Gélas, 2) Marguerite de Galard, fils du précédent
- Archieu IV de Galard, onzième seigneur de Terraube, ep. Marie d'Aurensan, fils du précédent
- Gilles I de Galard, douzième seigneur et baron de Terraube, ep. Gaillarde de Rigaud de Vaudreuil, fils du précédent
- Bertrand de Galard, treizième seigneur et baron de Terraube, ep. Diane de Lusignan, fils du précédent
- Henri de Galard, quatorzième seigneur et baron de Terraube, ep. Jeanne de Plats, S.P.
- Philippe de Galard, quinzième seigneur et baron de Terraube, ep. Louise de Calvière, frère du précédent
- Marc-Antoine de Galard, seizième seigneur et baron de Terraube, ep. Anne-Catherine du Bouzet, fils du précédent

### Marquis de Terraube
- Jean-Louis de Galard, 1er marquis de Terraube, ep. Jeanne Le Mazuyer, fils du précédent
- Henri de Galard, 2e marquis de Terraube, S.A., fils du précédent
- Gilles II de Galard, 3e marquis de Terraube, ep. Marguerite de Moret, frère du précédent
- François-Saturnin de Galard, 4e marquis de Terraube, ep. Marie-Anne de Lostanges, fils du précédent
- Arnaud-Louis de Galard, 5e marquis de Terraube, S.A., fils du précédent
- Victor de Galard, 6e marquis de Terraube, ep. Maris-Charlotte des Brosses, frère du précédent
- Hector de Galard, 7e marquis de Terraube, ep. Caroline de Calonne d'Avesnes, fils du précédent
- Victor de Galard, 8e marquis de Terraube, ep. 1)Augusta de Soubiran de Campaigno, 2)Joséphine de Seissan de Marignan, fils du précédent
- Hector de Galard, 9e marquis de Terraube, ep. en premières noces Marie-Odette de Lartigue, en secondes noces Elisabeth de Bastard, fils du précédent
- Victor de Galard, 10e marquis de Terraube, ep. Adeline Cochin, fils du précédent
- Hector de Galard, 11e marquis de Terraube, ep. Patricia Monnoyeur, fils du précédent
- Victor de Galard (1970), 12e marquis de Terraube, ep. Diane Carlet de La Rozière, fils du précédent

### Alliances
Les principales alliances de la famille de Galard sont : d'Astorg (1745), d'Encausse de Labatut (1874 & 1954), de Touchebœuf, de Roussel de Préville (1910), d'Aboville (1920), Guillier de Souancé (1924), de Rimonteil de Lombardès, de Broglie (1953), de Heaulme de Boutsocq (1956), de Laâge de Meux (1957), de Rohan-Chabot (1993), Carlet de La Rozière (1997), d'Andlau-Hombourg (2002).

## Châteaux

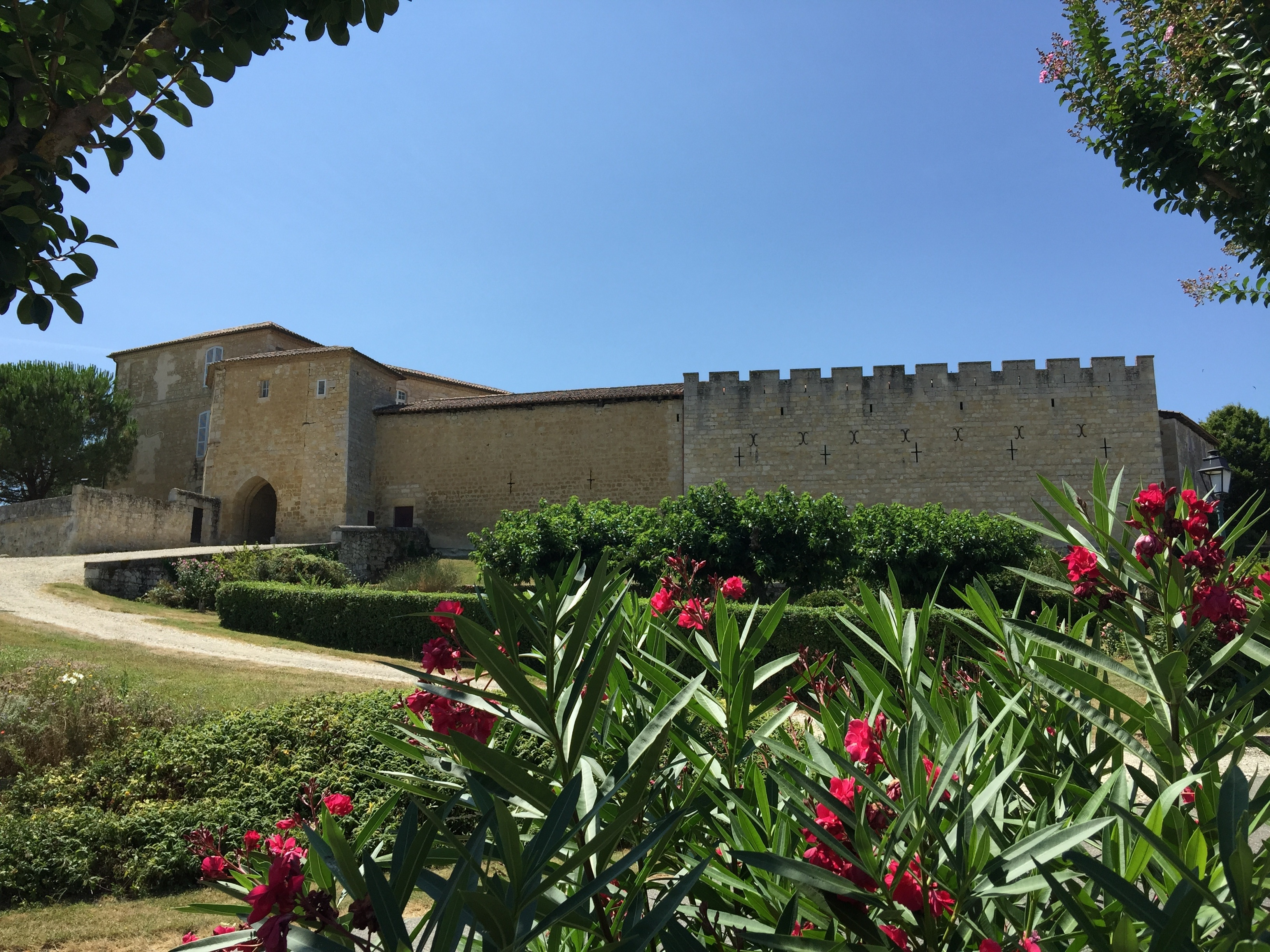
Château de Terraube
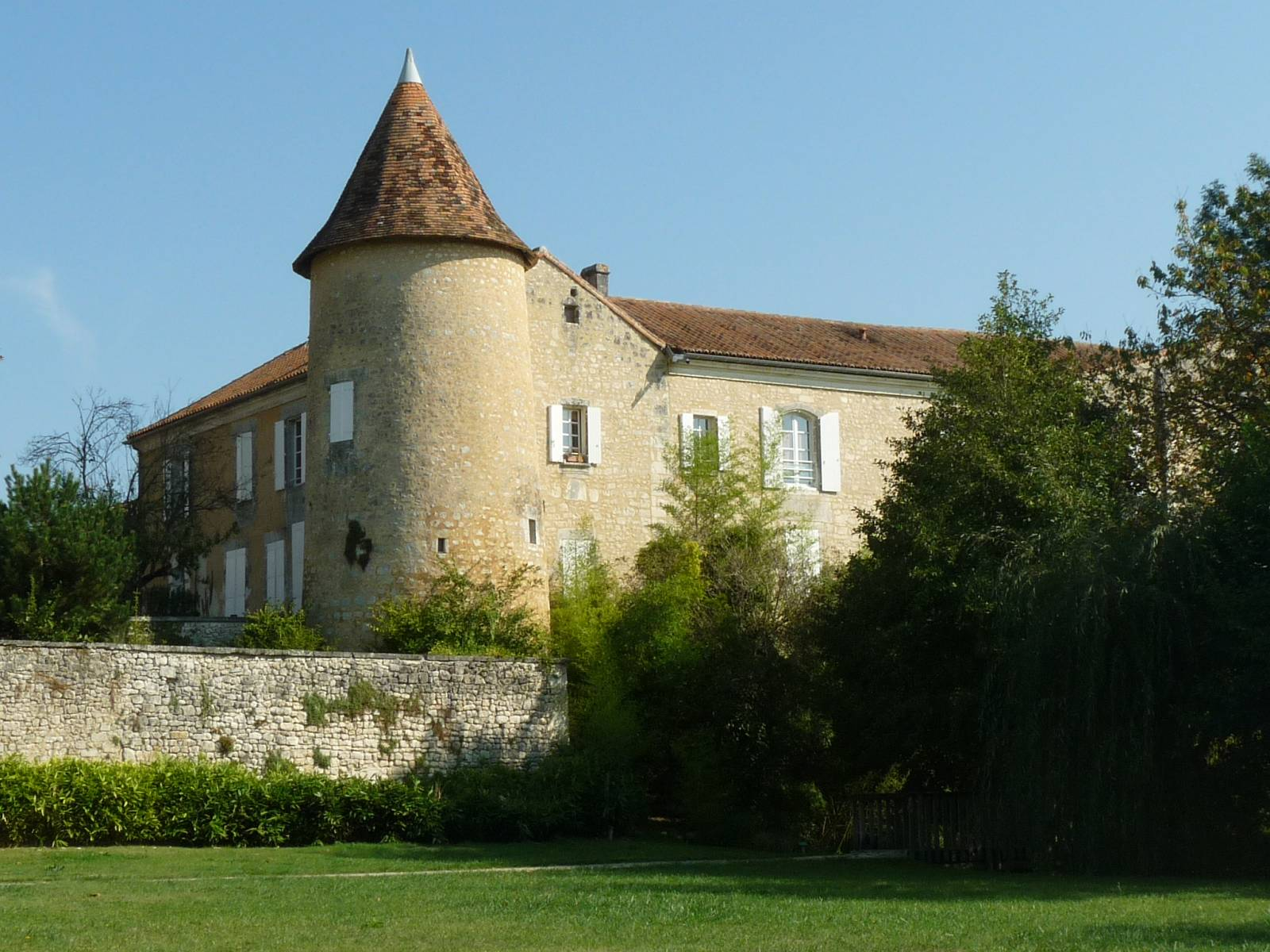
Château de Blanzaguet
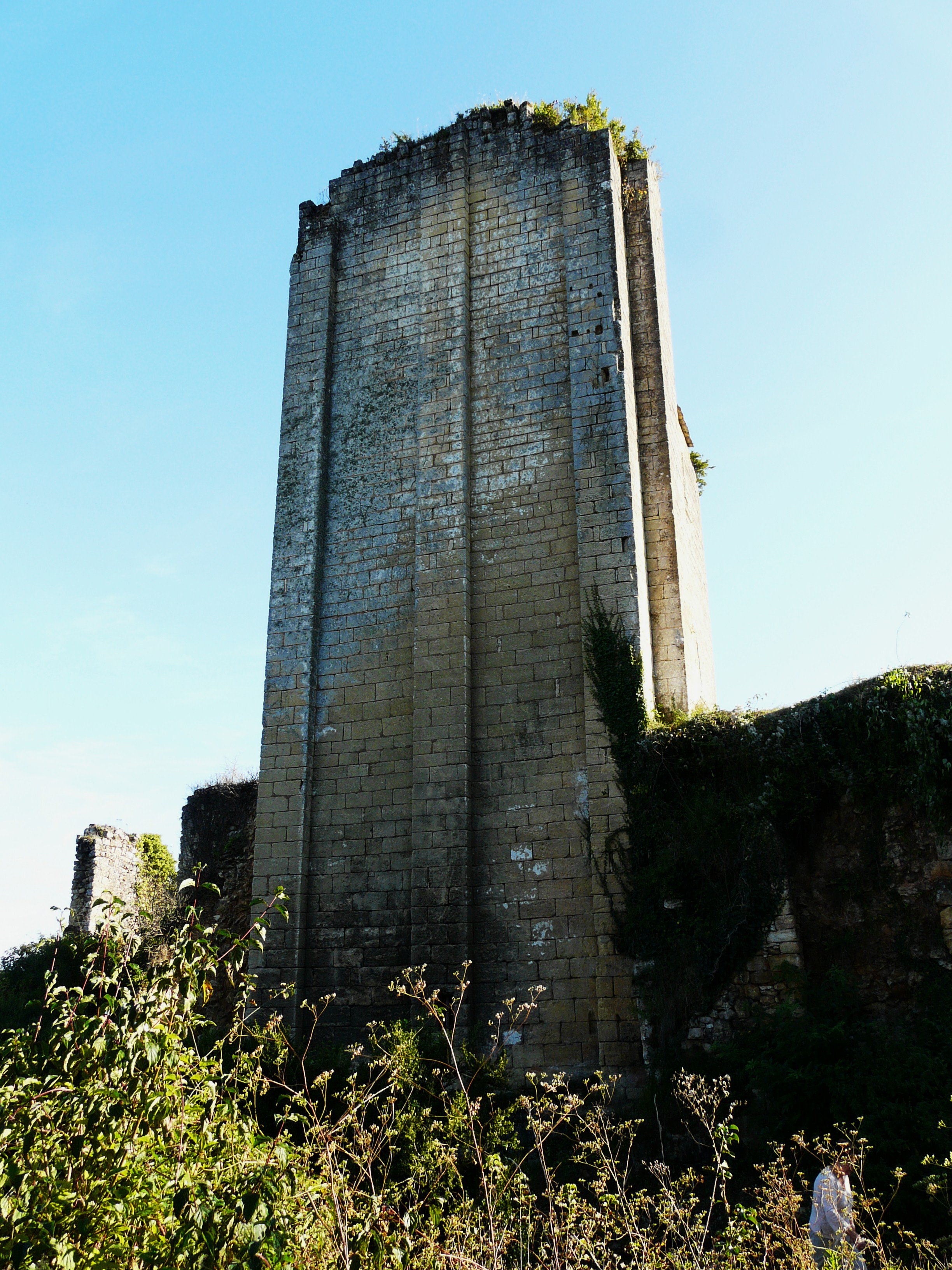
Château de Miremont

- Château de Wideville

## Armes
| Image | Armoiries |
| ----- | --- |
|       | Armes originelles De gueules à la cotice d'argent. |
|       | Armes du XIVe siècle D'or à trois corneilles de sable, becquées, membrées et onglées de gueules. Galard de Terraubeidem |
|       | Galard de Béarn Écartelé : aux 1 et 4, d'or, à trois corneilles de sable, becquées et membrées de gueules (Galard) ; aux 2 et 3, d'or, à deux vaches de gueules, l'une sur l'autre, accornées, colletées et clarinées d'azur (Béarn). - Supports: deux griffons, au naturel. |
|       | Jean de Galard de Brassac de Béarn (1579-1645), comte de Brassac, baron de Saint-Maurice, comte de La Rochebeaucourt, seigneur de Sémoussac, de Sémillac et de Clion, conseiller d'État (1612), ambassadeur de France près le Saint-Siège à Rome (1627-1632), chevalier du Saint-Esprit (reçu le 14 mai 1633) Écartelé : au I, d'or, à trois corneilles de sable, membrées et becquées de gueules (Galard) ; au II, d'azur à l'aigle bicéphale d'or (La Rochebeaucourt) ; au 3 lozangé d'argent et de gueules, l'argent chargé de deux fasces d'azur (La Roche-Andry) ; au IV, d'or, à deux vaches de gueules, l'une sur l'autre, accornées, colletées et clarinées d'azur (Béarn). |
|       | Alexandre Léon Luce de Galard de Brassac de Béarn (11 juin 1771 - Paris † 12 novembre 1844 - Paris), chambellan de Napoléon Ier, comte de l'Empire (13 février 1811), baron de la Rochebeaucourt Écartelé : aux première quatrième d'or chargés de trois corneilles, deux et une de sable, becquées et membrées de gueules (de Galard) ; aux deuxième et troisième d'or, chargé de deux vaches passant l'une sur l'antre, de gueules, accornées, accolées et clarinées d'azur (de Béarn) ; franc-quartier de comte officier de la maison de S. M. l'Empereur, brochant au neuvième de l'écu.                                                                                        |